# Ulrike Scharf
Ulrike Scharf, née le 16 décembre 1967 à Erding, est une femme politique allemande membre de l'Union chrétienne-sociale en Bavière (CSU). 
Elle est actuellement ministre de la Famille, du Travail et des Affaires sociales de Bavière.

## Biographie

### Jeunesse
Après avoir passé son baccalauréat en 1988, elle suit une formation d'employée de banque pendant trois ans. Elle s'inscrit à l'université de sciences appliquées de Munich pour étudier les sciences de gestion. Elle démarre en 1992 une activité d'autoentrepreneur dans le secteur du tourisme.

### Débuts et ascension en politique
Elle adhère à la CSU en 1995 et reçoit son diplôme universitaire l'année suivante. Nommée vice-présidente de la section chrétienne-démocrate de l'arrondissement d'Erding en 1999, elle est élue en 2002 à l'assemblée d'arrondissement.
Elle désignée en 2003 présidente de la section de la ville de Fraunberg et vice-présidente de la fédération de l'Union chrétienne-sociale du district de Haute-Bavière. Elle intègre l'année d'après le comité directeur de la fédération de Haute-Bavière de la Frauen Union (FU).
À la suite de l'élection d'Otto Wiesheu au conseil de surveillance de la Deutsche Bahn, elle lui succède en 2006 comme députée au Landtag de Bavière, élue au scrutin de liste en Haute-Bavière. Elle échoue à conserver son mandat parlementaire en 2008.

### Ministre
En 2009, elle est élue présidente de la FU de Haute-Bavière et présidente de l'Union des PME de l'arrondissement d'Erding. Elle est choisie en 2011 pour occuper les fonctions de trésorière de l'Union chrétienne-sociale et rejoint en conséquence le présidium du parti. Au cours des élections législatives régionales du 15 septembre 2013, elle se fait réélire au Landtag dans la circonscription d'Erding.
Le 5 septembre 2014, Ulrike Scharf est nommée à 46 ans ministre de l'Environnement et de la Protection des consommateurs dans le second cabinet majoritaire du ministre-président chrétien-démocrate Horst Seehofer. Elle renonce donc à ses fonctions au sein de l'exécutif de la CSU puis abandonne ses responsabilités à la section de Fraunberg et à l'Union des PME l'année d'après.

### Vie privée
Elle est divorcée et mère d'un fils. Elle est de confession catholique romaine.